# Eleições legislativas portuguesas de 2005 no distrito de Setúbal
| Eleições legislativas portuguesas de 2005 Distritos: Aveiro \| Beja \| Braga \| Bragança \| Castelo Branco \| Coimbra \| Évora \| Faro \| Guarda \| Leiria \| Lisboa \| Portalegre \| Porto \| Santarém \| Setúbal \| Viana do Castelo \| Vila Real \| Viseu \| Açores \| Madeira \| Estrangeiro |

## Resultados por Concelho
Os resultados nos concelhos do Distrito de Setúbal foram os seguintes:

### Alcácer do Sal
| Partido                 | Partido                        | Votos  | %               | +/-  |
| ----------------------- | ------------------------------ | ------ | --------------- | ---- |
|                         | Partido Socialista             | 4 256  | 52,58 / 100,00  | 9,19 |
|                         | Coligação Democrática Unitária | 2 063  | 25,49 / 100,00  | 4,28 |
|                         | Partido Social Democrata       | 734    | 9,07 / 100,00   | 6,34 |
|                         | Bloco de Esquerda              | 462    | 5,71 / 100,00   | 3,17 |
|                         | Partido Popular                | 248    | 3,06 / 100,00   | 0,92 |
|                         | PCTP/MRPP                      | 133    | 1,64 / 100,00   | 0,33 |
|                         | Outros                         | 59     | 0,72 / 100,00   |      |
| Votos Inválidos         | Votos Inválidos                | 139    | 1,72 / 100,00   | 0,38 |
| Total                   | Total                          | 8 094  | 100,00 / 100,00 |      |
| Eleitorado/Participação | Eleitorado/Participação        | 12 293 | 65,84 / 100,00  | 6,56 |

| Freguesia                               | %     | %     | %     | %    | %    | %    | Votantes |
| Freguesia                               | PS    | CDU   | PSD   | BE   | PP   | PCTP | Votantes |
| --------------------------------------- | ----- | ----- | ----- | ---- | ---- | ---- | -------- |
| Alcácer do Sal (Santa Maria do Castelo) | 54,23 | 23,51 | 8,24  | 7,20 | 2,52 | 1,87 | 2 305    |
| Alcácer do Sal (Santiago)               | 52,13 | 20,28 | 12,84 | 6,20 | 4,82 | 1,24 | 2 741    |
| Comporta                                | 51,35 | 28,75 | 5,53  | 6,63 | 2,83 | 2,70 | 814      |
| Santa Susana                            | 37,89 | 40,74 | 12,54 | 3,42 | 2,85 | 0,85 | 351      |
| São Martinho                            | 30,71 | 59,21 | 2,70  | 1,72 | 0,25 | 2,21 | 407      |
| Torrão                                  | 61,04 | 23,51 | 6,23  | 3,59 | 1,63 | 1,49 | 1 476    |
| Alcácer do Sal                          | 52,58 | 25,49 | 9,07  | 5,71 | 3,06 | 1,64 | 8 094    |

### Alcochete
| Partido                 | Partido                        | Votos  | %               | +/-  |
| ----------------------- | ------------------------------ | ------ | --------------- | ---- |
|                         | Partido Socialista             | 3 209  | 45,25 / 100,00  | 2,11 |
|                         | Coligação Democrática Unitária | 1 439  | 20,29 / 100,00  | 1,28 |
|                         | Partido Social Democrata       | 1 142  | 16,10 / 100,00  | 8,23 |
|                         | Bloco de Esquerda              | 627    | 8,84 / 100,00   | 5,46 |
|                         | Partido Popular                | 299    | 4,22 / 100,00   | 2,42 |
|                         | PCTP/MRPP                      | 92     | 1,30 / 100,00   | 0,29 |
|                         | Outros                         | 78     | 1,10 / 100,00   |      |
| Votos Inválidos         | Votos Inválidos                | 206    | 2,91 / 100,00   | 1,26 |
| Total                   | Total                          | 7 092  | 100,00 / 100,00 |      |
| Eleitorado/Participação | Eleitorado/Participação        | 10 876 | 65,21 / 100,00  | 4,49 |

| Freguesia     | %     | %     | %     | %    | %    | %    | Votantes |
| Freguesia     | PS    | CDU   | PSD   | BE   | PP   | PCTP | Votantes |
| ------------- | ----- | ----- | ----- | ---- | ---- | ---- | -------- |
| Alcochete     | 45,19 | 19,21 | 16,42 | 9,17 | 4,79 | 1,20 | 4 842    |
| Samouco       | 43,27 | 24,17 | 14,94 | 8,78 | 3,46 | 1,41 | 1 560    |
| São Francisco | 50,14 | 19,13 | 16,52 | 6,67 | 1,88 | 1,74 | 690      |
| Alcochete     | 45,25 | 20,29 | 16,10 | 8,84 | 4,22 | 1,30 | 7 092    |

### Almada
| Partido                 | Partido                        | Votos   | %               | +/-  |
| ----------------------- | ------------------------------ | ------- | --------------- | ---- |
|                         | Partido Socialista             | 40 894  | 43,90 / 100,00  | 4,07 |
|                         | Partido Social Democrata       | 16 649  | 17,87 / 100,00  | 8,83 |
|                         | Coligação Democrática Unitária | 16 228  | 17,42 / 100,00  | 0,21 |
|                         | Bloco de Esquerda              | 9 584   | 10,29 / 100,00  | 5,07 |
|                         | Partido Popular                | 5 204   | 5,59 / 100,00   | 1,20 |
|                         | PCTP/MRPP                      | 928     | 1,00 / 100,00   | 0,15 |
|                         | Outros                         | 998     | 1,07 / 100,00   |      |
| Votos Inválidos         | Votos Inválidos                | 2 666   | 2,86 / 100,00   | 0,73 |
| Total                   | Total                          | 93 151  | 100,00 / 100,00 |      |
| Eleitorado/Participação | Eleitorado/Participação        | 140 976 | 66,08 / 100,00  | 3,70 |

| Freguesia            | %     | %     | %     | %     | %    | %    | Votantes |
| Freguesia            | PS    | PSD   | CDU   | BE    | PP   | PCTP | Votantes |
| -------------------- | ----- | ----- | ----- | ----- | ---- | ---- | -------- |
| Almada               | 43,19 | 18,56 | 17,88 | 10,18 | 5,64 | 0,89 | 12 500   |
| Cacilhas             | 43,05 | 18,79 | 16,98 | 10,71 | 6,23 | 0,63 | 4 959    |
| Caparica             | 44,91 | 14,53 | 20,67 | 9,91  | 4,48 | 1,44 | 9 183    |
| Charneca de Caparica | 43,27 | 22,79 | 12,80 | 9,55  | 6,51 | 0,84 | 11 129   |
| Costa de Caparica    | 38,52 | 27,64 | 10,67 | 10,04 | 8,16 | 0,92 | 6 495    |
| Cova da Piedade      | 45,14 | 16,29 | 18,59 | 10,80 | 4,65 | 0,94 | 13 978   |
| Feijó                | 45,95 | 14,41 | 18,73 | 10,82 | 4,85 | 1,14 | 9 537    |
| Laranjeiro           | 45,89 | 14,83 | 19,33 | 10,13 | 5,11 | 1,03 | 11 851   |
| Pragal               | 41,56 | 18,18 | 17,13 | 11,52 | 6,35 | 0,79 | 3 922    |
| Sobreda              | 43,44 | 18,41 | 17,03 | 9,64  | 6,18 | 0,95 | 6 225    |
| Trafaria             | 43,18 | 13,79 | 21,62 | 10,74 | 5,10 | 1,42 | 3 372    |
| Almada               | 43,90 | 17,87 | 17,42 | 10,29 | 5,59 | 1,00 | 93 151   |

### Barreiro
| Partido                 | Partido                        | Votos  | %               | +/-  |
| ----------------------- | ------------------------------ | ------ | --------------- | ---- |
|                         | Partido Socialista             | 20 718 | 42,77 / 100,00  | 1,79 |
|                         | Coligação Democrática Unitária | 13 188 | 27,22 / 100,00  | 0,64 |
|                         | Partido Social Democrata       | 5 574  | 11,51 / 100,00  | 6,51 |
|                         | Bloco de Esquerda              | 5 349  | 11,04 / 100,00  | 6,37 |
|                         | Partido Popular                | 1 551  | 3,20 / 100,00   | 1,86 |
|                         | PCTP/MRPP                      | 554    | 1,14 / 100,00   | 0,28 |
|                         | Outros                         | 454    | 0,94 / 100,00   |      |
| Votos Inválidos         | Votos Inválidos                | 1 056  | 2,18 / 100,00   | 0,39 |
| Total                   | Total                          | 48 444 | 100,00 / 100,00 |      |
| Eleitorado/Participação | Eleitorado/Participação        | 71 810 | 67,46 / 100,00  | 4,76 |

| Freguesia                 | %     | %     | %     | %     | %    | %    | Votantes |
| Freguesia                 | PS    | CDU   | PSD   | BE    | PP   | PCTP | Votantes |
| ------------------------- | ----- | ----- | ----- | ----- | ---- | ---- | -------- |
| Alto do Seixalinho        | 43,72 | 28,19 | 10,14 | 11,29 | 2,80 | 1,06 | 12 954   |
| Barreiro                  | 37,65 | 29,81 | 14,41 | 10,97 | 3,24 | 1,10 | 5 532    |
| Coina                     | 46,86 | 28,93 | 8,69  | 7,86  | 2,40 | 2,31 | 1 082    |
| Lavradio                  | 45,00 | 27,34 | 8,63  | 12,22 | 2,85 | 1,15 | 7 927    |
| Palhais                   | 35,74 | 34,02 | 15,12 | 6,87  | 3,89 | 1,15 | 873      |
| Santo André               | 42,55 | 28,01 | 11,35 | 10,04 | 3,30 | 1,01 | 7 118    |
| Santo António da Charneca | 39,81 | 23,76 | 16,00 | 11,06 | 4,31 | 1,26 | 5 632    |
| Verderena                 | 45,25 | 24,27 | 11,53 | 11,30 | 3,34 | 1,19 | 7 326    |
| Barreiro                  | 42,77 | 27,22 | 11,51 | 11,04 | 3,20 | 1,14 | 48 444   |

### Grândola
| Partido                 | Partido                        | Votos  | %               | +/-  |
| ----------------------- | ------------------------------ | ------ | --------------- | ---- |
|                         | Partido Socialista             | 4 081  | 46,85 / 100,00  | 4,11 |
|                         | Coligação Democrática Unitária | 2 347  | 26,95 / 100,00  | 0,39 |
|                         | Partido Social Democrata       | 1 173  | 13,47 / 100,00  | 7,92 |
|                         | Bloco de Esquerda              | 491    | 5,64 / 100,00   | 3,11 |
|                         | Partido Popular                | 253    | 2,90 / 100,00   | 0,29 |
|                         | PCTP/MRPP                      | 155    | 1,78 / 100,00   | 0,35 |
|                         | Outros                         | 70     | 0,81 / 100,00   |      |
| Votos Inválidos         | Votos Inválidos                | 140    | 1,61 / 100,00   | 0,20 |
| Total                   | Total                          | 8 710  | 100,00 / 100,00 |      |
| Eleitorado/Participação | Eleitorado/Participação        | 12 776 | 68,17 / 100,00  | 3,13 |

| Freguesia                                  | %     | %     | %     | %    | %    | %    | Votantes |
| Freguesia                                  | PS    | CDU   | PSD   | BE   | PP   | PCTP | Votantes |
| ------------------------------------------ | ----- | ----- | ----- | ---- | ---- | ---- | -------- |
| Azinheira dos Barros e São Mamede do Sádão | 52,36 | 24,39 | 7,18  | 8,13 | 2,84 | 2,84 | 529      |
| Carvalhal                                  | 51,80 | 26,73 | 8,59  | 5,82 | 2,49 | 2,63 | 722      |
| Grândola                                   | 45,01 | 28,90 | 13,48 | 5,92 | 2,96 | 1,40 | 6 218    |
| Melides                                    | 51,13 | 17,89 | 19,33 | 2,71 | 2,98 | 2,89 | 1 107    |
| Santa Margarida da Serra                   | 48,51 | 22,39 | 15,67 | 5,97 | 2,24 | 1,49 | 134      |
| Grândola                                   | 46,85 | 26,95 | 13,47 | 5,64 | 2,90 | 1,78 | 8 710    |

### Moita
| Partido                 | Partido                        | Votos  | %               | +/-  |
| ----------------------- | ------------------------------ | ------ | --------------- | ---- |
|                         | Partido Socialista             | 13 884 | 39,29 / 100,00  | 3,23 |
|                         | Coligação Democrática Unitária | 10 180 | 28,81 / 100,00  | 0,59 |
|                         | Partido Social Democrata       | 4 402  | 12,46 / 100,00  | 6,67 |
|                         | Bloco de Esquerda              | 3 930  | 11,12 / 100,00  | 6,26 |
|                         | Partido Popular                | 1 245  | 3,52 / 100,00   | 2,74 |
|                         | PCTP/MRPP                      | 550    | 1,56 / 100,00   | 0,25 |
|                         | Outros                         | 405    | 1,15 / 100,00   |      |
| Votos Inválidos         | Votos Inválidos                | 738    | 2,09 / 100,00   | 0,03 |
| Total                   | Total                          | 35 334 | 100,00 / 100,00 |      |
| Eleitorado/Participação | Eleitorado/Participação        | 56 319 | 62,74 / 100,00  | 4,10 |

| Freguesia         | %     | %     | %     | %     | %    | %    | Votantes |
| Freguesia         | PS    | CDU   | PSD   | BE    | PP   | PCTP | Votantes |
| ----------------- | ----- | ----- | ----- | ----- | ---- | ---- | -------- |
| Alhos Vedros      | 39,04 | 27,52 | 12,36 | 12,12 | 3,21 | 2,11 | 7 344    |
| Baixa da Banheira | 39,24 | 34,45 | 8,12  | 11,44 | 2,63 | 1,53 | 13 036   |
| Gaio-Rosário      | 43,11 | 36,93 | 6,02  | 6,81  | 2,22 | 2,69 | 631      |
| Moita             | 40,78 | 25,79 | 13,59 | 11,23 | 4,25 | 1,21 | 8 960    |
| Sarilhos Pequenos | 43,11 | 43,64 | 4,15  | 5,22  | 1,07 | 0,80 | 747      |
| Vale da Amoreira  | 35,83 | 17,29 | 24,87 | 9,99  | 5,70 | 1,39 | 4 616    |
| Moita             | 39,29 | 28,81 | 12,46 | 11,12 | 3,52 | 1,56 | 35 334   |

### Montijo
| Partido                 | Partido                        | Votos  | %               | +/-   |
| ----------------------- | ------------------------------ | ------ | --------------- | ----- |
|                         | Partido Socialista             | 9 627  | 46,82 / 100,00  | 5,43  |
|                         | Partido Social Democrata       | 3 961  | 19,26 / 100,00  | 10,55 |
|                         | Coligação Democrática Unitária | 2 918  | 14,19 / 100,00  | 0,13  |
|                         | Bloco de Esquerda              | 1 836  | 8,93 / 100,00   | 5,40  |
|                         | Partido Popular                | 1 093  | 5,32 / 100,00   | 1,85  |
|                         | PCTP/MRPP                      | 304    | 1,48 / 100,00   | 0,28  |
|                         | Outros                         | 222    | 1,08 / 100,00   |       |
| Votos Inválidos         | Votos Inválidos                | 600    | 2,92 / 100,00   | 1,04  |
| Total                   | Total                          | 20 561 | 100,00 / 100,00 |       |
| Eleitorado/Participação | Eleitorado/Participação        | 35 041 | 58,68 / 100,00  | 3,45  |

| Freguesia                 | %     | %     | %     | %     | %    | %    | Votantes |
| Freguesia                 | PS    | PSD   | CDU   | BE    | PP   | PCTP | Votantes |
| ------------------------- | ----- | ----- | ----- | ----- | ---- | ---- | -------- |
| Afonsoeiro                | 53,15 | 11,75 | 17,83 | 8,44  | 3,49 | 1,69 | 1 778    |
| Alto Estanqueiro - Jardia | 52,12 | 13,28 | 15,35 | 7,14  | 3,90 | 3,15 | 1 205    |
| Atalaia                   | 56,15 | 18,32 | 8,77  | 7,85  | 4,84 | 1,83 | 764      |
| Canha                     | 58,74 | 18,22 | 9,65  | 4,18  | 4,93 | 1,07 | 933      |
| Montijo                   | 44,12 | 21,23 | 13,09 | 10,16 | 5,83 | 1,27 | 12 427   |
| Pegões                    | 49,52 | 23,71 | 10,41 | 6,30  | 5,77 | 1,22 | 1 143    |
| Santo Isidro de Pegões    | 46,58 | 25,89 | 11,16 | 4,91  | 6,99 | 1,34 | 672      |
| Sarilhos Grandes          | 43,62 | 12,14 | 26,72 | 8,11  | 3,90 | 1,89 | 1 639    |
| Montijo                   | 46,82 | 19,26 | 14,19 | 8,93  | 5,32 | 1,48 | 20 561   |

### Palmela
| Partido                 | Partido                        | Votos  | %               | +/-  |
| ----------------------- | ------------------------------ | ------ | --------------- | ---- |
|                         | Partido Socialista             | 11 619 | 44,17 / 100,00  | 6,40 |
|                         | Coligação Democrática Unitária | 4 959  | 18,85 / 100,00  | 1,50 |
|                         | Partido Social Democrata       | 4 176  | 15,88 / 100,00  | 9,81 |
|                         | Bloco de Esquerda              | 2 605  | 9,90 / 100,00   | 6,13 |
|                         | Partido Popular                | 1 376  | 5,23 / 100,00   | 2,56 |
|                         | PCTP/MRPP                      | 449    | 1,71 / 100,00   | 0,08 |
|                         | Outros                         | 334    | 1,27 / 100,00   |      |
| Votos Inválidos         | Votos Inválidos                | 786    | 2,99 / 100,00   | 0,91 |
| Total                   | Total                          | 26 304 | 100,00 / 100,00 |      |
| Eleitorado/Participação | Eleitorado/Participação        | 41 871 | 62,82 / 100,00  | 5,35 |

| Freguesia      | %     | %     | %     | %     | %    | %    | Votantes |
| Freguesia      | PS    | CDU   | PSD   | BE    | PP   | PCTP | Votantes |
| -------------- | ----- | ----- | ----- | ----- | ---- | ---- | -------- |
| Marateca       | 48,17 | 22,08 | 14,29 | 5,17  | 3,66 | 2,61 | 1 721    |
| Palmela        | 43,64 | 14,73 | 19,08 | 10,62 | 6,61 | 1,32 | 7 803    |
| Pinhal Novo    | 43,76 | 21,80 | 11,99 | 11,73 | 4,47 | 1,78 | 10 492   |
| Poceirão       | 46,77 | 18,06 | 19,21 | 4,36  | 4,93 | 2,26 | 1 905    |
| Quinta do Anjo | 43,42 | 18,23 | 18,64 | 8,51  | 5,34 | 1,62 | 4 383    |
| Palmela        | 44,17 | 18,65 | 15,88 | 9,90  | 5,23 | 1,71 | 26 304   |

### Santiago do Cacém
| Partido                 | Partido                        | Votos  | %               | +/-  |
| ----------------------- | ------------------------------ | ------ | --------------- | ---- |
|                         | Partido Socialista             | 7 836  | 45,23 / 100,00  | 4,83 |
|                         | Coligação Democrática Unitária | 3 598  | 20,77 / 100,00  | 0,09 |
|                         | Partido Social Democrata       | 2 763  | 15,95 / 100,00  | 9,20 |
|                         | Bloco de Esquerda              | 1 367  | 7,89 / 100,00   | 4,37 |
|                         | Partido Popular                | 847    | 4,89 / 100,00   | 0,81 |
|                         | PCTP/MRPP                      | 294    | 1,70 / 100,00   | 0,11 |
|                         | Outros                         | 175    | 1,01 / 100,00   |      |
| Votos Inválidos         | Votos Inválidos                | 444    | 2,57 / 100,00   | 0,82 |
| Total                   | Total                          | 17 324 | 100,00 / 100,00 |      |
| Eleitorado/Participação | Eleitorado/Participação        | 26 579 | 65,18 / 100,00  | 5,05 |

| Freguesia               | %     | %     | %     | %     | %    | %    | Votantes |
| Freguesia               | PS    | CDU   | PSD   | BE    | PP   | PCTP | Votantes |
| ----------------------- | ----- | ----- | ----- | ----- | ---- | ---- | -------- |
| Abela                   | 39,97 | 31,51 | 15,28 | 4,77  | 3,41 | 2,32 | 733      |
| Alvalade                | 34,27 | 36,16 | 15,81 | 5,14  | 3,71 | 1,44 | 1 322    |
| Cercal do Alentejo      | 51,61 | 27,26 | 7,95  | 5,04  | 2,36 | 2,45 | 2 201    |
| Ermidas-Sado            | 51,14 | 23,40 | 14,56 | 5,49  | 1,45 | 1,68 | 1 312    |
| Santa Cruz              | 44,34 | 22,98 | 10,68 | 9,39  | 6,15 | 1,94 | 309      |
| Santiago do Cacém       | 48,48 | 18,55 | 16,47 | 5,92  | 5,23 | 1,85 | 4 055    |
| Santo André             | 40,95 | 12,59 | 20,67 | 13,22 | 7,15 | 1,13 | 5 553    |
| São Bartolomeu da Serra | 43,02 | 32,56 | 6,98  | 4,26  | 8,14 | 1,94 | 258      |
| São Domingos            | 45,88 | 36,13 | 8,74  | 3,36  | 1,85 | 1,51 | 595      |
| São Francisco da Serra  | 44,68 | 15,96 | 24,29 | 4,79  | 4,08 | 2,48 | 564      |
| Vale de Água            | 63,98 | 16,82 | 4,74  | 4,74  | 4,50 | 2,37 | 422      |
| Santiago do Cacém       | 45,23 | 20,77 | 15,95 | 7,89  | 4,89 | 1,70 | 17 324   |

### Seixal
| Partido                 | Partido                        | Votos   | %               | +/-  |
| ----------------------- | ------------------------------ | ------- | --------------- | ---- |
|                         | Partido Socialista             | 32 899  | 43,48 / 100,00  | 4,68 |
|                         | Coligação Democrática Unitária | 14 011  | 18,52 / 100,00  | 0,49 |
|                         | Partido Social Democrata       | 12 666  | 16,74 / 100,00  | 5,87 |
|                         | Bloco de Esquerda              | 7 990   | 10,56 / 100,00  | 5,86 |
|                         | Partido Popular                | 4 267   | 5,64 / 100,00   | 2,23 |
|                         | PCTP/MRPP                      | 763     | 1,01 / 100,00   | 0,05 |
|                         | Outros                         | 912     | 1,21 / 100,00   |      |
| Votos Inválidos         | Votos Inválidos                | 2 159   | 2,86 / 100,00   | 0,65 |
| Total                   | Total                          | 75 667  | 100,00 / 100,00 |      |
| Eleitorado/Participação | Eleitorado/Participação        | 115 136 | 65,72 / 100,00  | 3,94 |

| Freguesia            | %     | %     | %     | %     | %    | %    | Votantes |
| Freguesia            | PS    | CDU   | PSD   | BE    | PP   | PCTP | Votantes |
| -------------------- | ----- | ----- | ----- | ----- | ---- | ---- | -------- |
| Aldeia de Paio Pires | 41,75 | 27,36 | 10,73 | 10,11 | 4,26 | 1,46 | 5 487    |
| Amora                | 44,38 | 18,06 | 16,83 | 10,60 | 5,55 | 0,90 | 25 199   |
| Arrentela            | 41,98 | 23,53 | 14,04 | 10,53 | 4,85 | 1,16 | 13 517   |
| Corroios             | 43,88 | 14,78 | 18,42 | 11,25 | 6,22 | 0,92 | 23 712   |
| Fernão Ferro         | 45,42 | 11,43 | 22,22 | 8,47  | 7,25 | 0,94 | 6 142    |
| Seixal               | 34,41 | 35,65 | 12,80 | 9,44  | 3,73 | 1,30 | 1 610    |
| Seixal               | 43,48 | 18,52 | 16,74 | 10,56 | 5,64 | 1,01 | 75 667   |

### Sesimbra
| Partido                 | Partido                        | Votos  | %               | +/-   |
| ----------------------- | ------------------------------ | ------ | --------------- | ----- |
|                         | Partido Socialista             | 9 336  | 44,20 / 100,00  | 5,26  |
|                         | Partido Social Democrata       | 3 907  | 18,50 / 100,00  | 10,22 |
|                         | Coligação Democrática Unitária | 3 279  | 15,53 / 100,00  | 0,29  |
|                         | Bloco de Esquerda              | 2 205  | 10,44 / 100,00  | 5,97  |
|                         | Partido Popular                | 1 188  | 5,63 / 100,00   | 2,62  |
|                         | PCTP/MRPP                      | 270    | 1,28 / 100,00   | 0,18  |
|                         | Outros                         | 274    | 1,30 / 100,00   |       |
| Votos Inválidos         | Votos Inválidos                | 661    | 3,13 / 100,00   | 0,83  |
| Total                   | Total                          | 21 120 | 100,00 / 100,00 |       |
| Eleitorado/Participação | Eleitorado/Participação        | 32 763 | 64,46 / 100,00  | 3,85  |

| Freguesia           | %     | %     | %     | %     | %    | %    | Votantes |
| Freguesia           | PS    | PSD   | CDU   | BE    | PP   | PCTP | Votantes |
| ------------------- | ----- | ----- | ----- | ----- | ---- | ---- | -------- |
| Quinta do Conde     | 43,07 | 18,95 | 14,97 | 11,08 | 6,49 | 1,02 | 9 148    |
| Sesimbra (Castelo)  | 45,97 | 18,25 | 14,65 | 9,64  | 5,36 | 1,46 | 8 103    |
| Sesimbra (Santiago) | 43,19 | 17,94 | 18,69 | 10,60 | 4,14 | 1,52 | 3 869    |
| Sesimbra            | 44,20 | 18,50 | 15,53 | 10,44 | 5,63 | 1,28 | 21 120   |

### Setúbal
| Partido                 | Partido                        | Votos  | %               | +/-  |
| ----------------------- | ------------------------------ | ------ | --------------- | ---- |
|                         | Partido Socialista             | 25 691 | 43,11 / 100,00  | 5,44 |
|                         | Partido Social Democrata       | 10 591 | 17,77 / 100,00  | 9,98 |
|                         | Coligação Democrática Unitária | 9 733  | 16,33 / 100,00  | 1,31 |
|                         | Bloco de Esquerda              | 6 791  | 11,40 / 100,00  | 6,13 |
|                         | Partido Popular                | 3 777  | 6,34 / 100,00   | 1,80 |
|                         | PCTP/MRPP                      | 723    | 1,21 / 100,00   | 0,13 |
|                         | Outros                         | 647    | 1,09 / 100,00   |      |
| Votos Inválidos         | Votos Inválidos                | 1 643  | 2,76 / 100,00   | 1,18 |
| Total                   | Total                          | 59 596 | 100,00 / 100,00 |      |
| Eleitorado/Participação | Eleitorado/Participação        | 93 815 | 63,53 / 100,00  | 4,13 |

| Freguesia                            | %     | %     | %     | %     | %    | %    | Votantes |
| Freguesia                            | PS    | PSD   | CDU   | BE    | PP   | PCTP | Votantes |
| ------------------------------------ | ----- | ----- | ----- | ----- | ---- | ---- | -------- |
| Gâmbia - Pontes - Alto da Guerra     | 43,65 | 12,44 | 28,51 | 7,50  | 3,19 | 2,20 | 2 227    |
| Sado                                 | 43,75 | 7,46  | 33,54 | 7,88  | 2,88 | 2,09 | 3 298    |
| São Lourenço                         | 43,55 | 19,22 | 12,74 | 10,00 | 8,80 | 1,14 | 4 308    |
| São Simão                            | 41,31 | 17,81 | 18,72 | 9,21  | 7,53 | 1,22 | 2 617    |
| Setúbal - Nossa Senhora da Anunciada | 43,62 | 18,62 | 14,33 | 11,76 | 6,21 | 1,34 | 8 684    |
| Setúbal - Santa Maria da Graça       | 39,89 | 24,13 | 11,28 | 12,59 | 6,98 | 0,84 | 3 352    |
| Setúbal - São Julião                 | 37,13 | 26,25 | 9,79  | 12,14 | 9,88 | 0,52 | 9 837    |
| Setúbal - São Sebastião              | 45,67 | 14,90 | 17,28 | 12,09 | 5,10 | 1,30 | 25 273   |
| Setúbal                              | 43,11 | 17,77 | 16,33 | 11,40 | 6,34 | 1,21 | 59 596   |

### Sines
| Partido                 | Partido                        | Votos  | %               | +/-  |
| ----------------------- | ------------------------------ | ------ | --------------- | ---- |
|                         | Partido Socialista             | 3 085  | 45,92 / 100,00  | 5,92 |
|                         | Coligação Democrática Unitária | 1 436  | 21,38 / 100,00  | 0,37 |
|                         | Partido Social Democrata       | 970    | 14,44 / 100,00  | 9,60 |
|                         | Bloco de Esquerda              | 614    | 9,14 / 100,00   | 4,89 |
|                         | Partido Popular                | 266    | 3,96 / 100,00   | 1,61 |
|                         | PCTP/MRPP                      | 128    | 1,91 / 100,00   | 0,47 |
|                         | Outros                         | 63     | 0,93 / 100,00   |      |
| Votos Inválidos         | Votos Inválidos                | 156    | 2,32 / 100,00   | 0,25 |
| Total                   | Total                          | 6 718  | 100,00 / 100,00 |      |
| Eleitorado/Participação | Eleitorado/Participação        | 10 870 | 61,80 / 100,00  | 6,28 |

| Freguesia  | %     | %     | %     | %    | %    | %    | Votantes |
| Freguesia  | PS    | CDU   | PSD   | BE   | PP   | PCTP | Votantes |
| ---------- | ----- | ----- | ----- | ---- | ---- | ---- | -------- |
| Porto Covo | 53,01 | 18,83 | 18,51 | 2,69 | 3,01 | 2,53 | 632      |
| Sines      | 45,19 | 21,64 | 14,02 | 9,81 | 4,06 | 1,84 | 6 086    |
| Sines      | 45,92 | 21,38 | 14,44 | 9,14 | 3,96 | 1,91 | 6 718    |